# グ・ラ・メ! -大宰相の料理人-
『グ・ラ・メ! -大宰相の料理人-』（グ・ラ・メ だいさいしょうのりょうりにん）は、原作：西村ミツル、漫画：大崎充による日本の漫画である。『週刊コミックバンチ』（新潮社）にて、2006年40号から同誌が刊行停止となる2010年39号まで連載された。全100話。単行本全13巻。なお、2012年から日本文芸社より廉価版コミックとして一部が再刊されている。
原作者が同じ『大使閣下の料理人』は前作にあたり、一部の登場人物は引き続いて登場する。
2016年7月から9月まで、テレビ朝日系において剛力彩芽の主演でテレビドラマ化された。

## あらすじ
内閣総理大臣の阿藤一郎は、日本独特の「料亭政治」を廃止し開かれた首相官邸をアピールするために、吉田茂以来60年ぶりに官邸料理人を復活させることにした。選ばれたのは「料理にメッセージを込める」ことができる一木くるみ。
与党内の守旧派、阿藤の改革に反対する官僚、外交問題や政治問題をはらんだ国賓・公賓といった要人、財界人、芸能人、スポーツ選手など様々な人々が招かれる首相官邸で、一木くるみはメッセージを込めた料理を提供する。

### カレーム・ドール編
不況のおりから、首相官邸も経費削減となり設宴回数が減り、ワークシェアリングも導入されて一木くるみも仕事が半減。岩月理子が勝手にフレンチの世界大会「カレーム・ドール」日本国内予選に申し込んだこともあって、一木くるみは官邸料理人を休み、本格的に参加する。
国内の若手料理人や生産業者との出会いを経て成長したくるみは国内予選を通過。予選を競った山崎シェリを新たなパートナーとし、韓国訪問やB-1グランプリへの参加を経て絆を強め、アジア予選に参加し、これに優勝。フランスで行われる本戦参加が決まる。
最終話では、カレーム・ドール本戦の模様と結果は描かれず、高校生となったサチの回想の形で、くるみがクルーズ客船のシェフとなって旅立っていったことが語られる。

## 登場人物
一木くるみ
主人公の女性料理人（キュイジニエール）。官邸料理人に抜擢される。初登場時25歳。前作の主人公である大沢公の弟子。NKホテルを経てニューヨークの公邸料理人となる。大沢と同様に料理にメッセージを込めることに長けている。官邸料理人となったのは大沢の推薦と、他の候補者と異なり料理にメッセージを込めることができたことから。ただし、首相秘書官の古賀に言わせると出来にムラも多く、まだまだ成長の余地を残している。
官邸調理室にワークシェアリングが導入されたことから一時的に官邸を離れる決意をするが、理子の提案（策略）によりカレーム・ドールに参加することになる。2次審査・準決勝を通過し、決勝に出場するがシェリに敗れ惜しくも2位となってしまう。しかし、理子の指摘によりシェリの使用した食材が国内で売買を禁止されている物だと判明し失格となったことで繰り上げで優勝・アジア予選に出場することになる。シェリをパートナーとしてアジア予選に挑み、アクシデントに見まわれながらも理子のサポートにより何とか切り抜け、結果アジアを予選を1位で通過し本戦出場を決める。
趣味は自転車と料理の古書を集めること。古本屋の2階に部屋を借りている。移動手段は殆ど自転車で東京から鹿児島まで行ったこともある。
恋愛に疎く自分に向けられる好意には非常に鈍感。官邸の先輩である田村や記者の立花、カレーム・ドール参加者の高橋などに好意を寄せられているが本人は全く気づいていない。（高橋には直接告白もされているが、忘れているのか全く進展は無い）
調理する際、「confection!」（コンフェクション。直訳だと「菓子」を意味するが、本作では「confect」に絡めて「料理開始」を意味する。）と言ってから始める。
最終話では師匠である大沢からの誘いで世界一周クルーズ船の総料理長に就任し、シェリとともにクルーズ船｢グランメゾン｣に乗り込み旅立っていった。
岩月理子
阿藤首相の実の娘だが長年絶縁状態にあり、世間的にも阿藤に娘がいることは知られていなかった。官邸料理人の1人となる。
当初は母と自分を捨てた阿藤首相のことを軽蔑しながらも、阿藤首相に認められているくるみに嫉妬心を抱くなど、父親に対して複雑な思いを抱いていた。後に自分達母子と阿藤首相を引き裂いたのは祖父である岩月善次郎であることが判明、また父と母がまだお互いに想い合っており自分が父に捨てられたわけではないことに気付き和解する。首相の実の娘ということが世間に知られてからは、父とともに公邸に住みファーストレディを務める。
外見は眉目秀麗でお嬢様然としているが、性格は超強気なドSで大変な自信家。並外れた行動力と政治手腕の持ち主で、B-1グランプリで福岡に赴いた際自ら選挙に出馬することを宣言している。
最終話では、くるみを追いかけて｢グランメゾン｣に乗り込みともに世界一周に旅立っている。
神矢ノエル
官邸食堂の料理人として登場し、後にくるみたちを手伝う。サチという娘を持つ、シングルマザー。
言葉には北海道方言がある。
阿藤 一郎
内閣総理大臣。吉田茂以来60年振りに官邸料理人を復活させる。離婚歴有り。
古賀征二
くるみの上司で政務担当首相秘書官。かつては有名なシェフだった。
立花優介
東陽新聞政治部、首相官邸担当記者。くるみとは旧知の間柄。
サチ
ノエルの幼い娘。
梶原大
梶原権造の息子で、理子を補佐する官邸料理人。女料理人を片っ端から口説く趣味があり、くるみとはNKホテル時代に酔ってキスしたこともあり、ノエルとはそれ以上の曰くがある。
終盤、サチの父親であることを告げられ、ノエルと結婚する。
梶原権造
元首相。与党・保守党の最大派閥の領袖。阿藤一郎の後見人であるが、引きずり落とそうとも画策する。大の父親。
竹山茂
元首相。与党・保守党の第二派閥の領袖。梶原権造と同様に阿藤一郎による改革を快くは思っていない。
カレーライス好きを公言し庶民派を装っている。
平泉毅彦
前内閣総理大臣。国民からの人気は高い。梶原権造、竹山茂が保守党から離脱を画策した際には日和見を決め込んでいた。
『大使閣下の料理人』には平泉首相が登場している。
斉藤明奈
ファーストレディとなった理子付きのSPで階級は巡査長。通称｢アッキー｣。26歳で射撃と料理が得意。体育会系で明るくざっくばらんな性格をしておりくるみたちともすぐに打ち解ける。かつてハノイの大使館に出向しておりくるみの師匠・大沢公とも親交がある。
B-1グランプリでパンダのきぐるみを着て客引きをさせられたり、バスガイドの格好をさせられたりなど理子の無茶に付き合わされることが多い苦労人。最終話では、くるみを追いかけて｢グランメゾン｣に乗り込んだ理子とともに世界一周に旅立っている。
大沢公
くるみの師匠。『大使閣下の料理人』の主人公。
カレーム・ドール編では、公邸料理人として赴任していたこともあるベトナム代表のコーチを務める。
山本梓
実在の山本梓本人。本作ではくるみと瓜二つの容姿という設定。
坂巻 ジョージ
調理学校を卒業したばかりのくるみが見習いとして務めたレストランのシェフ。くるみの素質を見出すと共に料理の心得を叩きこんだ。
リングネーム「CG（クレイジー・ジョージ）」という元プロボクサーの料理人で、腕っぷしも健在。
後にN国（朝鮮民主主義人民共和国がモデル）最高指導者付きの料理人として、N国でくるみと再会する。

### カレーム・ドール編より登場
山崎シェリ
｢アンファンテリブル（恐るべき子供）｣の異名を持つ、19歳の天才女性料理人（キュイジニエール）。かつて、くるみも修行していたNKホテルで腕を振るう。カレーム・ドール日本国内予選では常時1位を獲る。予選決勝でも1位となるが、使用していた国産鴨肉が国内で売買を禁止されている「エトフェ（窒息の意、肉や皮に鬱血し風味が強くなる）」したものであったことを理子に指摘され失格となる。その後、1度は断るもののくるみのパートナーとしてカレーム・ドール・アジア予選に出場し、見事1位で本戦出場を決める。
フランス人である父と日本人の母を持つハーフ。父であるニコラ・オリヴェはカレーム・ドール本戦の審査委員長を務める有名なシェフ。両親はシェリが幼い頃に離婚しており、父の再婚相手である女性がシェリとシェリの母がニコラに会うことを禁じているため、シェリは15年以上父親と会えていない。カレーム・ドール本戦出場への強い執念は父親との再会と成長した自分を見てもらいたいという思いからである。その父とは、カレーム・ドール・アジア予選を突破し本戦出場を決めた後に無事再会している。
くるみのことを｢先輩｣と呼ぶ。くるみと同じくかつて大沢師匠に師事、当初は同門であるくるみに強いライバル意識を持っていたが、くるみの料理に対する姿勢や料理にメッセージを込める能力を目にし彼女のようになりたいという思いを抱くようになる。小柄で童顔のため実年齢より年下に見られることが多く、カレーム・ドール日本国内予選決勝では司会者に中学生と間違われている。性格は非常にクールでやや毒舌家。しかし、美味しい食べ物には目がなく、くるみに頼まれて預かっていた佐世保バーガーを我慢できずに思わず食べてしまうなど子供っぽい一面を持つ。
最終話では、世界一周クルーズ船の総料理長に就任したくるみとともにクルーズ船｢グランメゾン｣に乗り込み旅立っていった。
高橋哲也
｢東北の若き皇帝｣の異名を持つ、カレーム・ドール日本国内予選準決勝2位通過の若手シェフ。青森県八戸出身で、自身の店を構えている。地元愛が非常に強く、カレーム・ドールに参加したのも地元青森の食材を世に広めるためである。カレーム・ドール日本国内予選後は、好意を寄せるくるみを助けるため日本チームのサポート役を買って出る。
自身の店の支店問題の際にくるみに助けられたことからくるみに惚れており、たびたび求婚しようとするがいつも邪魔される。くるみのほうでは異性としての意識は無い。また、くるみの師匠である大沢を一方的にライバル視している。
河野真二
｢2丁目のエスコフィエ｣の異名を持つ、カレーム・ドール日本国内予選参加者。2次審査2位・準決勝6位で通過し決勝に進出している。新宿2丁目で活躍するオカマなシェフで通称｢シンちゃん｣。オカマでも日本一になれることを証明するためにカレーム・ドール参加している。
準決勝で不注意から腕に火傷を負ってしまい料理ができない状態だったのをくるみに助けられ、それ以来くるみのことを慕いよき友人となる。B-1グランプリでは理子やノエルたちとともに｢チーム官邸｣のメンバーとして駆けつける。
マイ・ホア
カレーム・ドールアジア予選ベトナム代表の女性料理人（キュイジニエール）。パートナーのチャン・ティンとともにカレーム・ドール本戦初出場を目指しており、アジア予選では見事4位に入賞し本戦出場資格を手にする。柔らかいナマコをかのこ切りにするなど並外れた包丁技術の持ち主。
性格は非常にシャイで人と話すことが苦手、長い前髪で顔を隠しているため不気味な印象を受けるが、実は素顔は儚げな印象の超美人。アジア予選前の日本チームとの交流試合を経て、くるみたちと良きライバルになる。ベトナムチームのコーチに就任した大沢のことを慕っている。

## 単行本
新潮社のBUNCH COMICSレーベルより、全13巻が発刊されている。第九巻以降は表紙デザインが大きく変わり、サブタイトルが入るようになった。 	
第一巻
ISBN 978-4107713148 発売日：2007年2月9日
第二巻
ISBN 978-4107713322 発売日：2007年5月9日
第三巻
ISBN 978-4107713476 発売日：2007年8月9日
第四巻
ISBN 978-4107713704 発売日：2007年12月8日
第五巻
ISBN 978-4107713926 発売日：2008年4月9日
第六巻
ISBN 978-4107714169 発売日：2008年8月9日
第七巻
ISBN 978-4107714336 発売日：2008年11月8日
第八巻
ISBN 978-4107714657 発売日：2009年3月9日
第九巻「開幕!!カレーム・ドール」
ISBN 978-4107714954 発売日：2009年7月9日
第十巻「夫婦の絆」
ISBN 978-4107715296 発売日：2009年11月9日
第十一巻「熱闘!!B-1グランプリ」
ISBN 978-4107715531 発売日：2010年3月9日
第十二巻「チームワーク」
ISBN 978-4107715722 発売日：2010年6月9日
第十三巻「新たなる冒険へ」
ISBN 978-4107715845 発売日：2010年9月9日
コンビニコミック『グ・ラ・メ! -大宰相の料理人- スペシャル』 日本文芸社〈Gコミック〉
- 「蘇る官邸料理人編」2012年3月16日発売、ISBN 978-4537158809
- 「鶏肋紛争編」2012年5月26日発売、ISBN 978-4537159011
- 「B-1グランプリ編」2012年7月27日発売、ISBN 978-4537159202

## テレビドラマ
『グ・ラ・メ！〜総理の料理番〜』（グ・ラ・メ そうりのりょうりばん）のタイトルで、2016年7月22日から2016年9月9日まで、テレビ朝日系「金曜ナイトドラマ」枠で放送された。主演は剛力彩芽。
放送時期にあわせて官邸料理人の復活は「吉田茂政権以来70年ぶり」と設定されている。

### キャスト
一木くるみ
演 - 剛力彩芽
仲居として働いていたところを古賀に見出される。古賀からの「官邸料理人」としてのスカウトを、複数のスカウトがあることを理由に断るが、くるみをスカウトした料亭やレストランに、古賀が圧力を掛けた為、やむを得ず官邸料理人として働き始める。
一度でも目を通した本の内容を全て暗記出来る程の記憶力を持ち、料理をする際は、その記憶を元にメニューを組み立てる。
第7話で、暴漢に襲われ、手首を負傷する。
最終回で、阿藤総理と氷室議員との会食の際、報道陣に「総理を辞めさせる」と発言した。立場上許されない内容だったため、解雇されそうになるが、その前に退職願を総理に提出し官邸を去った。その後海外へ行ったらしい。
古賀征二
演 - 滝藤賢一
政務担当総理秘書官。第5話では海外出張に行っていて、本編中は登場しない。
かつては帝都ホテルのレストランで料理人として働いていたが、職場で食品の産地偽装が行われていることを知り、スタッフ達に偽装を止めるよう訴えるも聞き入れてもらえず、自分の料理を気に入っていた阿藤に相談していた。その後に料理人を辞め、電気関係の仕事に就いていた時に再会した阿藤から「政治の世界に興味は無いか？」と誘われたことをきっかけに秘書官となった。
第7話にて、パリ市長と総理との会食が催されようとした時、前述の事件によりくるみが仕事を出来なくなったため、急遽自身がメインディッシュを作ったが、そのことを三戸耕平に知られ、さらに官邸のホームページ上の古賀の公式プロフィールに料理人として働いていた頃の経歴が書かれていない事に気づいた三戸が阿藤に脅しをかけてきたことに「自分の過去が阿藤内閣を危機に陥れてしまう」と責任を感じ辞職を決意、総理に辞表を提出する。
清沢晴樹
演 - 高橋一生
官邸大食堂の料理長。官邸料理人を束ねた「清沢会」を率いており、くるみに敵対心を抱く。自らの信念は「客に最高のもてなしをすること」であり、くるみの「料理にメッセージを込める」手法を認めていない。第5話のラストにて、官邸料理人に任命され、官邸料理人の証であるバッジを受け取るが、第6話で、自分が会食担当だった際、ゲストの石垣が料理に全く手をつけない態度に怒り、メインディッシュ以降の料理の提供を拒否し、「官邸料理人への任命」を断る。
最終回、くるみの前述の発言を問題視した阿藤が彼女を解雇する決断をした際に官邸料理人への就任を打診された。
立花優子
演 - 新川優愛
東陽テレビ政治部記者。両親が離婚し母の元で育った阿藤の娘・理子の妹。
阿藤の依頼を受けたくるみの計らいにより、母に習った卵焼きを作り、阿藤と共に食した。
娘と分かった後も、阿藤に対しては娘としてではなく、一記者として接している。
最終回、官邸の廊下で実姉の理子と対面するが、言葉を交わすことなく別れた。
阿藤理子
演 - 内藤理沙
阿藤の娘。優子の姉であるが、そのことは「どうでもいい」と父に対して言っている。
前述のように実妹の優子と対面するが、言葉を交わすことは無かった。
桜井あすか
演 - 松尾幸実
古賀の部下で官邸事務所職員。
田村 友和
演 - 三宅弘城
古賀の指名で、くるみの面倒を見ることになる。毎回、グラン・メゾンに招かれる賓客についての情報をくるみに伝える。
阿藤一郎
演 - 小日向文世
内閣総理大臣。自分の内閣の閣僚や官僚、官邸スタッフらに対し、全幅の信頼を置いている。
政治信条は「正直者が馬鹿を見るような世の中を変えること」である。
中田龍二
演 - 須田邦裕
官邸大食堂の副料理長。
滝川
演 - 古畑新之
清沢側についているグループの一員。清沢と同様に、くるみを敵視している。
神田
演 - 片桐仁
古書店店主。いつも暗記ばかりしていて本を買おうとしないくるみをよく思っておらず、邪魔をする。
かな
演 - 西丸優子
築地定食屋の女将。

#### 第1話
大口潤三
演 - 団時朗
日本進憲党大口派領袖。歯痛により食事をすることができなかったが、仲居として働いていたくるみにそのことを見抜かれ、彼女が急遽作ったクローブ入りの野菜の炊き合わせを食べ、その後は食事が出来るようになる。
牛倉哲夫
演 - 奥田達士
日本進憲党幹事長。表向きは総理の意向に従っていたが、実は反対派勢力の一員であったため、その職を追われた。
梶原権造
演 - 中尾彬
前内閣総理大臣。党内の反主流派に配慮して阿藤総理に苦言を呈するため会食したが、そこで阿藤の改革に対する情熱を知って引き下がった。

#### 第2話
オリビア・リー
演 - ジュディ・オング
シンガポールの一流企業の女性CEO。買収しようとした日本の企業を鳥ガラに例え、いつでも切り捨てられると豪語した。
ジャン・ド・バルデュー
演 - ピーター・フランクル
駐日フランス大使。

#### 第3話
志崎稔
演 - 矢柴俊博
小学校の理科教師。阿藤総理にあることを要求するため、くるみを人質にグラン・メゾンに立て篭もる。
辰巳秀一
演 - 和田聰宏
天才棋士。勝利を確信すると涙を流す。国民栄誉賞の打診を受けるが、「人気取りには協力しない」ことを理由に拒否している。

#### 第4話
竹山茂平
演 - 大和田伸也
外務大臣。「政治家たる者、早く飯を食え。」が政治信条である。そのため、自身が率いる派閥の会合における食事のメニューはいつもカレーライス。
竹山すみれ
演 - 萩尾みどり
外務大臣夫人。
武藤健一
演 - 佐伯新
竹山派議員。官邸大食堂で出されるカレーライスを酷評した。

#### 第5話
アリー・コウノ
演 - 草刈民代
アメリカ合衆国大統領首席補佐官。くるみの料理を酷評し、清沢の料理を絶賛した。また、阿藤に対し「何があっても清沢を手放すな」と進言した。
阿藤総理の元妻
演 - 草間淑江
理子と優子の母。優子の存在を知った阿藤と料亭で会うが、その現場を写真に撮られてしまう。

#### 第6話
吉田昭子
演 - 藤田弓子
伝説の料理人。消えた年金問題のため、もらえるはずの年金を受け取っておらず、夜間のアルバイトによる収入で暮らしている。
石垣義成
演 - 藤本隆宏
厚生労働省事務次官。阿藤総理の省庁改革の方針に反発し、辞表を提出するが拒否され、内閣官房副長官への就任を命ぜられる。

#### 第7話
三戸耕平
演 - 半海一晃
三戸レストラングループ代表。14年前、中堅議員であった頃の阿藤に食品の産地偽装問題を厳しく追及され、自身の率いるグループが大打撃を受けた過去があり、その事で阿藤に強い恨みを抱いている。また4年前に都知事選挙に出馬した。
阿藤の周辺を調べた上で脅しをかけ、次期都知事選挙に出馬するに当たり、支持を要請したが、拒否された。

#### 最終話
氷室誠之介
演 - 葛山信吾
日本進憲党の議員。党のベテラン議員に担がれ、新党を結成しようとしていたが、阿藤に阻止された。
福井洋三
演 - 須永慶
与党の重鎮議員。自らの政治生命の延命のため、氷室を担ぎ出そうとした。

### スタッフ
- 原作 - 作・西村ミツル、画・大崎充『グ・ラ・メ! -大宰相の料理人-』（新潮社）
- 脚本 - 菱田シンヤ、山岡潤平
- 音楽 - 富貴晴美
- オープニングナレーション - 窪田等
- 主題歌 - ケツメイシ「カラーバリエーション」（avex trax）[5][注釈 3]
- 選曲 - 石井和之
- 料理監修・指導 - エコール 辻 東京[6]
- 技術協力 - テイクシステムズ
- 美術協力 - テレビ朝日クリエイト
- 企画協力 - 古賀誠一
- ゼネラルプロデューサー - 内山聖子（テレビ朝日）
- プロデューサー - 中川慎子（テレビ朝日）、浅井千瑞・神通勉（MMJ）
- 演出 - 常廣丈太（テレビ朝日）、落合正幸、小松隆志 (MMJ)
- 制作 - テレビ朝日、MMJ

### 放送日程
| 各話                                                      | 放送日  | サブタイトル                           | 脚本       | 演出     |
| --------------------------------------------------------- | ------- | -------------------------------------- | ---------- | -------- |
| 第1話                                                     | 7月22日 | 1億2千万…のスープ!?                    | 菱田シンヤ | 常廣丈太 |
| 第2話                                                     | 7月29日 | 10万人のランチを作る男!!               | 菱田シンヤ | 落合正幸 |
| 第3話                                                     | 8月05日 | 官邸（秘）デザートvs食わず嫌いグルメ!! | 山岡潤平   | 常廣丈太 |
| 第4話                                                     | 8月12日 | 1億2千万の官邸（秘）カレー!!           | 菱田シンヤ | 小松隆志 |
| 第5話                                                     | 8月19日 | （秘）冷やし中華VS超多国籍ピザ         | 山岡潤平   | 常廣丈太 |
| 第6話                                                     | 8月26日 | 幻ラーメンは20万の隠し味!!             | 菱田シンヤ | 落合正幸 |
| 第7話                                                     | 9月02日 | 30分時短グルメは肉対決…!!              | 山岡潤平   | 小松隆志 |
| 最終話                                                    | 9月09日 | 最後…のディナーは1億2千万昭和グルメ    | 菱田シンヤ | 常廣丈太 |
| 平均視聴率 5.6%（視聴率は関東地区・ビデオリサーチ社調べ） |         |                                        |            |          |

- 8月12日は、「リオ五輪 ハイライト」及び「熱闘甲子園」放送のため、23時55分からの放送。
- 8月19日は、「リオ五輪 ハイライト」放送のため、23時25分から放送[注釈 4]。

| テレビ朝日系 金曜ナイトドラマ            | テレビ朝日系 金曜ナイトドラマ                           | テレビ朝日系 金曜ナイトドラマ                 |
| 前番組                                   | 番組名                                                  | 次番組                                        |
| ---------------------------------------- | ------------------------------------------------------- | --------------------------------------------- |
| 不機嫌な果実 （2016年4月29日 - 6月10日） | グ・ラ・メ！〜総理の料理番〜 （2016年7月22日 - 9月9日） | 家政夫のミタゾノ （2016年10月21日 - 12月9日） |